# Tissi
Tissi (sard Tissi) és un municipi italià, dins de la província de Sàsser. L'any 2007 tenia 2.200 habitants. Es troba a la regió del Tataresu. Limita amb els municipis d'Ossi, Sàsser i Usini.

## Administració
| Període | Identitat         | Partit        |
| ------- | ----------------- | ------------- |
| 2006-   | Maria Lucia Cocco | Llista cívica |